# 권성락
권성락(權星洛, 1964년 12월 19일 ~)은 대한민국의 육상 선수로 주 종목은 마라톤이다. 그는 1988년 하계 올림픽 남자 마라톤에 출전했다.